# Usine d'extraction du plutonium de Marcoule
L'usine d'extraction du plutonium de Marcoule (abrégée UP1 pour usine de plutonium n°1) du site nucléaire de Marcoule (Gard) était une usine spécialisée dans le traitement du combustible nucléaire usé afin d'en extraire le plutonium. Elle fut gérée successivement par le Commissariat à l'énergie atomique (CEA) puis par la  Cogema (devenue Areva NC puis Orano Cycle en 2018). Elle est en cours de démantèlement. 

## Description
Elle était utilisée pour la dissolution des combustibles nucléaires, la séparation des éléments U, Pu, produits de fission et actinides des combustibles et leur transformation en nitrate d'uranyle, en oxyde de plutonium ou plutonium métallique et en solution nitrique concentrée de produits de fission et d'actinides.
Les combustibles nucléaires usés sont d'origines diverses, initialement d'origine militaire par les réacteurs G1, G2 et G3, mais également d'origine civile avec des combustibles extraits de réacteurs de la filière Uranium Naturel Graphite Gaz (UNGG), des combustibles de provenances diverses (réacteurs Célestin I et II, réacteur Phénix, etc.) et même quelques combustibles d'origine étrangère, notamment de la centrale de Vandellos (Espagne).
C'est le premier site nucléaire de grande taille en cours de démantèlement en France. Le coût du démantèlement a été estimé à 37 milliards de francs (valeur 1996), soit 5,6 milliards d'euros. UP1 et ses installations annexes sont encore en cours de démantèlement, un processus qui devrait se poursuivre au moins pour les trente ans à venir.

## Chronologie
- janvier 1958 : Mise en service.
- 21 juillet 1958 : Production du premier gramme de plutonium.
- 20 février 1959 : Obtention du premier lingot de plutonium.
- 1965 : Premier traitement de combustible provenant d'un réacteur EDF.
- 1994 : Arrêt définitif du retraitement militaire.
- 1996 : Retraitement des derniers combustibles UNGG provenant d’EDF et de Vandellos (Espagne).
- 1997 : Arrêt de l'unité.
- 1er janvier 1998 : Début du programme MAD (mise à l'arrêt définitif).
- 2012 : Fin prévue du programme MAD et début du programme DEM (surveillance et démantèlement).
- horizon 2030 : Fin prévue du programme DEM et début du programme RCD (reprise et conditionnement des déchets)
- horizon 2040 : Fin prévue de l'ensemble des opérations d'assainissement, avec le conditionnement et l'évacuation des déchets.

## Incidents
Le 11 octobre 2013, un employé d'une entreprise prestataire qui découpait une tôle sur un chantier d’assainissement de l’usine UP1 s’est coupé au niveau de la main, malgré le port des gants. Un premier contrôle, faisait état d’une contamination radioactive a priori faible au niveau de la plaie.

## Dans la fiction
- Les Six Compagnons et la Pile atomique (1963) de Paul-Jacques Bonzon est un roman pour la jeunesse dont l'action se déroule à proximité du site nucléaire de Marcoule. Les jeunes gens surveillent deux hommes qui semblent vouloir saboter le site avec des explosifs.